# Суперанская, Александра Васильевна
Алекса́ндра Васи́льевна Супера́нская (7 октября 1929, Москва — 12 марта 2013, там же) — советский и российский лингвист, доктор филологических наук, профессор, главный научный сотрудник сектора прикладного языкознания Института языкознания РАН. Классик российской и советской ономастики.

## Биография
Родилась в Москве 7 октября 1929 года. Мать — Юлия Михайловна Суперанская — художница, отец Василий Ананьевич Иванов, инженер — развёлся сразу после рождения дочери. Воспитанием ребёнка занялась бабушка, Александра Григорьевна Суперанская, жена Михаила Федоровича Суперанского, исследователя творчества И. А. Гончарова. Бабушка, опытный педагог, выпускница Высших женских курсов[уточнить] в Петербурге, организовавшая в Симбирске в начале 1900-х годов Семейно-педагогический кружок, занималась с девочкой немецким, французским и русским языками. С 4 лет стала ходить в немецкую группу, а с 9 стала заниматься французским языком. В 12 лет Александра серьёзно увлеклась английским языком, занималась у О. С. Хановой.
Окончила Институт иностранных языков по специальности «английский язык», слушала лекции по общему языкознанию у Э. А. Макаева. В 1952 году попала в Институт научной информации в группу транскрипции. Училась в аспирантуре у А. А. Реформатского.
Работала в Институте языкознания с 1957 года, сначала в секторе культуры речи под руководством С. И. Ожегова, затем — в секторе структурной и прикладной лингвистики у А. А. Реформатского, после — в секторе прикладного языкознания.
Область интересов: специальная лексика (термины и номенклатуры различных отраслей знания); имена собственные всех типов; способы передачи безэквивалентной лексики из одних графических систем в другие, а также культура русской речи.
В 1958 году защитила кандидатскую диссертацию «Лингвистические основы практической транскрипции имён собственных» (научный руководитель проф. А. А. Реформатский), а в 1974 году — докторскую диссертацию «Теоретические проблемы ономастии».
А. В. Суперанская являлась членом различных организаций:
- Ономастической и Терминологической комиссий Международного комитета славистов;
- Международного ономастического комитета;
- Российского терминологического общества РосТерм;
- Топонимической комиссии Московского филиала Русского географического общества
- Орфографической комиссии Российской академии наук;
- Городской межведомственной комиссии по наименованию территориальных единиц, улиц и станций Метрополитена при Моссовете.

Продолжала заниматься вопросами культуры речи совместно с преподавателями Факультета журналистики МГУ, участвовала в сборниках «Журналистика и культура русской речи».
Александрой Васильевной опубликовано в России и за рубежом свыше 380 научных и научно-популярных работ на шести языках. Лично или в сотрудничестве отредактировано 27 книг. Суперанская принимала участие в составлении словарей и энциклопедий.
А. В. Суперанская — автор «Словаря русских личных имён», ответственный редактор «Справочника личных имён народов РСФСР», выдержавшего четыре издания. Под её редакцией подготовлен «Словарь-справочник личных имён народов Российской Федерации и соседних государств», в составлении которого приняли участие 105 авторов.

С 1964 года сотрудничала с журналом «Наука и жизнь». Её работу можно назвать мониторингом. Опубликованные книги продолжали дополняться и развиваться полевыми наблюдениями: 
Полный триумф — у имени Анастасия. Я недавно была на Черном море, и во дворе дома, где мы жили, было восемь Насть в возрасте до 12 лет. И в Москве в каждом дворе есть обязательно Настя. Интересно, что остальные девочки в том южном дворике имели «заграничные» имена — Эвелина, Илона, Анжела, Карина.
Александра Васильевна читала научную литературу на 12 языках.
В 2009 году топонимическая комиссия Московского центра Русского географического общества, Общество любителей российской словесности, ИИЦ «История Фамилии» и Дом-музей В. И. Даля провели совместное заседание на тему «50 лет в ономастике (К 80-летию доктора филологических наук, профессора Александры Васильевны Суперанской)».
Скончалась 12 марта 2013 года на 84-м году жизни в реанимации одной из московских больниц. Похоронена на Пятницком кладбище.

## Ученики
«Мудрый опекун молодых лингвистов и заботливый научный руководитель», — говорит о ней Михаил Горбаневский. С 1969 по 2003 год была руководителем 16 кандидатских и 6 докторских диссертаций. Среди учеников А. В. Суперанской такие лингвисты, как С. И. Зинин (1969), Р. А. Агеева (1973), Н. В. Васильева (1983), С. А. Никитин (2003).

## Публикации
А. В. Суперанская — автор свыше 300 научных и научно-популярных работ, опубликованных в России и за рубежом на шести языках.

### Книги и брошюры
- Заимствование слов и практическая транскрипция. М., 1962. 46 с.
- Как Вас зовут? Где Вы живёте? М.: Наука. 1964. 94 с.
- Склонение собственных имен в современном русском языке. Орфография собственных имен. М., 1965. С. 117—146.
- Ударение в собственных именах в современном русском языке. М.: Наука, 1966. 360 с.
- Ударение в заимствованных словах в современном русском языке. М.: Наука, 1968. 310 с.
- Структура имени собственного: Фонология и морфология. М.: Наука, 1969. 206 с.
- Общая теория имени собственного / А. В. Суперанская; Отв. ред. д-р филол. наук А. А. Реформатский; Институт языкознания АН СССР. — М.: Наука, 1973. — 368 с. — 4800 экз. (в пер.)
- Язык и дети. М., 1975. 25 с.
- Теоретические основы практической транскрипции. М.: Наука, 1978. 283 с.
- Современные русские фамилии. М.: Наука, 1981.
  - Изд. 2-е, 1984. 176 с. (в соавторстве с А. В. Сусловой).
- О русских именах. Л.: Лениздат, 1978. 214 с. (в соавторстве с А. В. Сусловой).
  - Изд. 2-е. Л., 1985. 222 с.; Изд. 3-е. Л., 1991. 220 с.; Изд. 4-е. СПб.: Лениздат, 1997. 203 с.
- Что такое топонимика? М.: Наука, 1985. 176 с.
- Теория и методика ономастических исследований. М.: Наука, 1986. 256 с. (в соавторстве с Н. В. Подольской, В. Э. Сталтмане, А. Х. Султановым).
- Товарные знаки. М.: Наука. 1986. 172 с. (в соавторстве с Т. А. Соболевой).
- Ономастика. Типология. Стратиграфия. М.: Наука 1988. 264 с.
- Общая терминология: Вопросы теории. М.: Наука. 1989. 246 с. (в соавторстве с Н. В. Подольской и Н. В. Васильевой).
  - Изд. 2-e. М.: УРСС, 2003. 246 с.; Изд. 3-е. М.: УРСС, 2004.
- Имя — через века и страны / А. В. Суперанская; Отв. ред. д-р географ. наук Э. М. Мурзаев; Рецензент д-р филол. наук Н. А. Баскаков; Академия наук СССР. — М.: Наука, 1990. — 192 с. — (Литературоведение и языкознание). — 50 000 экз. — ISBN 5-02-011018-3. (обл.)
- Общая терминология: Терминологическая деятельность. М., 1993. 288 с.
- Словарь-справочник тюркских родо-племенных названий. М., 1994. Ч. 1-2. 466 с. (в соавторстве с И. Н. Лезиной).
- Топонимия Крыма. М.: Московский лицей. 1995. Ч. I. 216 с. (в соавторстве с З. Г. Исаевой и Х. Ф. Исхаковой).
- Топонимия Крыма. М.: Московский лицей. 1997. Т. I, Ч. I—II. 403 с. (в соавторстве с З. Г. Исаевой и Х. Ф. Исхаковой).
- Suffixe und Endelemente russischer Familiennamen. Leipzig. Universität. Institut für Slavistik. 1997. 64 s.
- Словарь русских личных имён. М.: АСТ. 1998. 528 с.;
  - Изд. 2-е. М.: Эксмо, 2003; Изд. 3-е. 554 с.; Изд. 4-е. М., 2004. 554 с.; Изд. 5-е. М., 2005. 445 с.
- Крым: Географические названия. Симферополь: Таврия-плюс. 1998. 160 с. (в соавторстве с И. Н. Лезиной и И. Л. Белянским).
- Suffixe und Endelemente russischer Vornamen. Leipzig. Universität. 1999. 47 c.
- Suffixe und Endelemente russischer Beinamen. Leipzig. Universität. 1999. 71 с.
- Ваше имя? Рассказы об именах разных народов. М.: Армада-Пресс. 2001. 254 с.
- Любители слова: Языкознание для детей. М., 2002. 80 с.
- Современный словарь русских имён. Сравнение. Происхождение. Написание. — М.: Айрис-пресс, 2005. — 384 с.
- Суперанская А. В., Суслова А. В. О русских фамилиях. — М.: Азбука-классика, Авалон, 2008. — 288 с. — (Русская словесность). — 15 000 экз. — ISBN 978-5-91181-942-2.
- Суперанская А. В. Словарь народных форм русских имен. — М.: Либроком, 2010. — 368 с. — ISBN 978-5-397-01018-4.
- Суперанская А. В. Словарь географических названий / А. В. Суперанская. — М.: АСТ-Пресс Книга, 2013. — 208 с. — (Малые настольные словари русского языка). — 2000 экз. — ISBN 978-5-462-01409-3.
- Юные любители слова. Языкознание для детей. М., Калуга: Наша полиграфия, 2012. – 192 с.

### Редакторская работа
А. В. Суперанская, лично или в сотрудничестве, отредактировала 27 книг, в том числе:
- Справочник личных имён народов РСФСР, выдержавший 4 издания: М.: Русский язык, 1965, 253 с.; 1979, 574 с; 1987, 655 с; 1989, 655 с.

### Основные статьи
- Имена собственные в чужой языковой среде // Топономастика и транскрипция. — М.: Наука, 1964. — С. 35-64.
- Типы и структура географических названий // Лингвистическая терминология и прикладная топономастика. — М.: Наука, 1964. — С. 59-118.
- Написание заимствованных слов в современном русском языке // Проблемы современного русского правописания. — М.: Наука, 1964. — С. 69-100.
- Склонение собственных имён в современном русском языке // Орфография собственных имён. — М.: Наука, 1965. — С. 117—146.
- Прописная и строчная буква в собственных именах разных типов. Там же. — С. 25-43.
- Переводимые и непереводимые типы географических названий // Acta Universitatis Carolinae. Philologica 1-3. Slavia Pragensia VIII. — Praha, 1966. — S. 163—170.
- Собственные имена в языке и в речи // Onomastica Slavogermanica. — Leipzig, 1979. T.V. — S. 123—129.
- Личные имена в официальном и неофициальном употреблении // Антропонимика. — М.: Наука, 1970. — С. 180—188.
- Терминологичны ли цветовые названия рек? // Местные географические термины. Сб. серии «Вопросы географии». Вып. 81. — М., 1970. — С. 120—127.
- Ïмовірнісна ономастика // Мовознавство. — Київ, 1971.- № 4. С. 35-40.
- О сборе антропонимического материала в СССР // Вопросы узбекской и русской филологии. — Ташкент, 1971. Вып.142. — С. 83-142 (в соавторстве с С. И. Зининым).
- Ономастические универсалии // Восточнославянская ономастика. — М.: Наука, 1972. — С. 346—356.
- Lexikalische Stämme der Anthroponyme // Ethnographisch-archäologische Zeitschrift. — Berlin, 1972. J. XIII. N 2. — C. 209—225.
- Терминология и ономастика // Вопросы разработки научно-технической терминологии. — Рига, 1973. С. 92-102.
- Пути и методы ономастических исследований // Zpravodaj Místopisné komise ČSAV. — Praha, 1975. R. XVI. № 1-2. — C. 62-73.
- Универсалии языка и ономастические универсалии // Actes du XI-e Congrès international des sciences onomastiques. — Sofia, 28 VI — 4 VII 1972. Sofia, 1975. T 2. C. 321—326.
- Экспериментальные методы изучения восприятия имён // Там же. — С. 327—338.
- Идентификация и различение в практической транскрипции // Там же. — С. 339—350.
- Kurznamen und Namen mit Suffixen der subjektiven Bewertung // Sovjetische Namenforschung. — Berlin: Akademie-Verlag, 1975. C. 143—165.
- Терминология и номенклфтура // Проблематика определений терминов в словарях разных типов. — Л., 1976. — С. 73-83.
- «Нестандартные» русские фамилии // Ономастика и норма. — М.: Наука, 1976. — С. 59-71 (в соавторстве с А. В. Сусловой).
- Der onomastische Raum // Onomastica Slavogermanica. — Wrocław, 1976. T. X. — C. 77-82.
- Имя и эпоха // Историческая ономастика. — М.: Наука, 1977. — С. 7-26.
- Апеллятив — онома // Имя нарицательное и собственное. — М.: Наука, 1978. — С. 5-32.
- Народные неографические номены в лексической системе языка // Onomastica. — Wrocław — Warszawa — Kraków, 1978. T. XXIII. — C. 25-33.
- Новые русские имена // Onoma. — Leuven, 1978. T. XXII, N 1-2. — C. 414—430.
- Русская ономастическая лексикография по данным рукописных источников // Восточнославянская ономастика: исследования и материалы. — М., Наука, 1979. — С. 242—255.
- Ономастическая стандартизация: Допустимость. Возможности. Ограничения // Там же. — С. 84-112.
- Географические представления по данным «Козмографии» XVII в. // Топонимика на службе географии. Сб. серии «Вопросы географии». — М., 1979. — С. 172—178.
- К вопросу о так называемых одноименных, двухименных, трёхименных и многоименных антропонимических системах // Spoločenské fungovanie vlastných mien. VII Slovenská onomastická konferencia. Zemplínská Šírava. 20-24 Sept. 1976. — Bratislava, 1980. — C. 209—219.
- Разработване на проблемите на приложната лингвистика в Академията на науките на Съветския Съюз // Съпоставително езикознание. — София, 1980. Т. V. № 3. — С. 41-49.
- К вопросу о кодификации личных имён // Ономастика и грамматика. — М.: Наука. 1981. — С. 74-98.
- Слово на географической карте // Proceedings of the 13-th International congress of onomastic scienses. — Wrocław — Kraków — Waarszawa — Gdańsk, 1982. T. II. — C. 477—484.
- Способы передачи безэквивалентной лексики // Current transcription problems. Meddelelser Universitetet i Oslo, 1982. N 29. — C. 25-31.
- Урбанонимы как отражение внутригородских реалий // Onomastika jako spoločenská věda. Sborník prispevků z I Československé onomastické konference. 18-20.05.1982: Sborník praci Pedagogické fakultý v Ostravě. — Praha, 1983. Rada D-19.
- Славянски имена в българския език и български в другите славянски езици // Български език. — София, 1984. XXXIV. № 2. — С. 134—141.
- Ономастический континуум // Тюркская ономастика. — Алма-Ата, 1984. — С. 5-12.
- Об этнотопонимах Крыма // Там же. — С 77-89 (в соавторстве с И. Н. Лезиной).
- Генотопонимия Крыма // Zbornik u čast Petru Skoku. — Zagreb, 1985. — C. 475—481.
- Типы наименований внутригородских объектов // Географические названия в Москве. Сб. серии «Вопросы географии». — М., 1985, вып. 126. — С. 160—170.
- Имя собственное — в языке или в обществе? // Der Eigenname in Sprache und Gesellschaft. I. Verhandlungen im Plenum. — Leipzig, 1985. — C. 133—149.
- К проблеме типологии антропонимических основ // Ономастика: Типология. Стратиграфия. — М.: Наука, 1988. — С. 8-19.
- Russische Familiennamen und türkische Stammesnamen // Studia onomastica VI. Namenkundliche Informationen. Beihefte 13-14. — Leipzig, 1990. — C. 197—207.
- Омонимия в ономастике // Folia onomastica Croatica. — Zagreb, 1992. Knjiga 1. — C. 29-42.
- Krimgoterna i Slaviska och Byzantiska källor // Dokumentation av folkvandrings och äldremedeltida symposiet i Lidköping, 12-13 september 1992. — Lidköping, 1993. — C. 143—151.
- Theoretische Terminologiearbeit // IIFT. Infoterm. — Wien, 1993. — C. 221—228.
- Имя собственное как разряд специальной лексики // Македонски јазик. 1989—1990. — Скопје, 1995. г. XL-XLI. — С. 569—578.
- Русские фамилии: Поиски системы // Русский филологический вестник. — М., 1996. Т.81. № 1. — С. 49-58.
- A Gotho-Slavica ad Varangoi — Rhos: Непрочтённые страницы истории // Deutsch-Slavische Kontakte in Sprache und Kultur. Herrn Prof. Ernst Eichler zum 65 Geburtstag zugelignet. Wort und Name im deutsch-slavischen Sprachkontakt. — Köln — Weima — Wien, 1997. — C. 545—554.
- Типы родо-племенных названий // Вестник Казахского государственного национального университета им. Аль-Фараби. Серия Филологическая. — Алматы, 1998, № 18. — С. 85-90.
- Из истории тюркских родо-племенных названий // Филологические записки. — Воронеж. 1998, вып.10. — С. 141—152 (в соавторстве с И. Н. Лезиной).
- The durability of proper names // Proceedings of the XIX-th International congress of onomastic sciences. — Aberdeen, 1998. V. I. — C. 336—341.
- Симеон Полоцкий и его стихотворный месяцеслов // Acta onomastica. — Praha, 1999. R. XL. — C. 196—2004.
- Народные разговорные формы русских имён // Onomastické práce. Sbornik rozprav k semdesátým narozeninám univ. prof. ph Dr Ivana Luterera C Sc. — Praha, 2000. — C. 442—448.
- Русский язык XX века // Oameni şi idei. Probleme de filologie. Cluj — Napoca, 2001. — C. 348—364.
- Юго-западное влияние на орфографию Московской Руси в XVII веке // Жизнь языка: Сборник статей к восьмидесятилетию М. В. Панова. — М., 2001. — С. 421—428.
- Эволюция антропонимических систем в русском и в ряде других языков // Ономастика Поволжья. — М., 2001. — С. 27-37.
- Возвращаясь к общей теории имени собственного // Номинация. Предикация. Коммуникация: Сб. статей к юбилею проф. Л. М. Ковалёвой. — Иркутск, 2002. — С. 7-19.
- Граждане современной России страдают из-за реформ XVII века // Scripta Linguisticae applicatae. Проблемы прикладной лингвистики 2001. — М., 2002. — С. 294—304.
- Влияние этнических контактов на частотность русских фамилий // Ономастика и языки Урала — Поволжья. — Чебоксары, 2002. — С. 9-19.
- Имена монахов Киево-Печерской лавры // Аванесовский сборник. — М., 2002. — С. 224—233.
- Эволюция теории имени собственного в Европе // Вопросы филологии. — М., 2002, № 3 (12). — C. 5-17.
- Титаническая работа поколений // Прибалтийско-финское языкознание: Сборник статей, посвященный восьмидесятилетию Г. М. Керта. — Петрозаводск, 2003. — С. 30-38.
- Русская антропонимия. К дефиниции понятия // Аспекты лингвистических исследования. — Тверь, 2003. — С. 139—148.
- Ономастическое пространство // Науковi записки ТДПУ. Серия Мовознавство. Ономастика, ч.1. — Тернопіль, 2003. — С. 45-52.
- Патронимика // Проблемы прикладной лингвистики. Вып. 2. — М., 2004. — С. 163—182.
- Товарные знаки и знаки обслуживания в России // Metodologia badań onomastycznych. — Olsztyn, 2003. — C. 527—542.
- Technical terms as a part of special vocabulary // Russian terminology sciense (1992—2002). — Vienna: Termnet publisher, 2004. C. 248—265.
- Современные русские прозвища // Вестник Казахского национального университета им. Аль-Фараби. Серия Филологическая. — Алматы, 2004. № 6 (78). С. 43-50.
- Proper names in Internet games // Naming the World. From common nouns to proper names. Proceedings from the International Symposium. Zadar. September 1-4 2004. — Roma. 2005.

### Участие в составлении словарей и энциклопедий
- Русско-эсперантский словарь. Буквы Д — И. Коллектив авторов под ред. проф. Е. А. Бокарёва. — М., 1966. Переиздан: Душанбе, 1984.
- Словарь-справочник названий образцов вооружения и боевой техники капиталистических стран и основных фирм, производящих вооружение. Вводная статья «Правила русской передачи заимствованных слов и собственных имён». — М.: Воениздат, 1966. — С. 14-28. Изд. 2-е, 1978. — С. 5-22.
- Русская часть терминологического словаря Základní soustava a terminologie slovanské onomastiky. — Praha, 1973. Опубликовано в журнале Zpravodaj Místopisné komise ČSAV. R. XIV. č.1 (в соавторстве с Н. В. Подольской).
- Великобритания: Лингвострановедческий словарь. — М.: Русский язык, 1978. Консультирование редакторов по проблемам транскрипции и статья «Принципы передачи безэквивалентной лексики», с. 467—480.
- Справочник личных имён народов РСФСР. — М.: Русский язык, 1965. — 253 с; Изд. 2-е, 1979. — 574 с.; Изд. 3-е, 1987. — 655 с.; Изд. 4-е, 1989. — 655 с. Разделы «Русские имена»; «Соотношение вариантов имён»; «Правила написания и образования отчеств»; «Склонение имён и фамилий в русском языке», «Происхождение и значение некоторых имён», а также общее редактирование.
- Энциклопедия «Русский язык». Статьи «Транскрипция», «Транслитерация». — М., 1979.
- Основная система и терминология славянской ономастики. Русские термины и дефиниции. — Скопье, 1983 (в соавторстве с Н. В. Подольской).
- Лингвистический энциклопедический словарь. Статья «Транслитерация». М., 1990.
- Słowiańska onomastyka: Encyklopedia. T. I—II. — Warszawa — Kraków, 2002—2003. Русская часть.